# Biały Kamień (przystanek kolejowy)
Biały Kamień – nieczynny kolejowy przystanek osobowy w Wałbrzychu, w dzielnicy Konradów, w Polsce, w województwie dolnośląskim, w powiecie wałbrzyskim. Przystanek mieści się obok nieczynnego szybu Tytus. Pozostałościami po nim są duży, zarośnięty krzakami plac oraz budynek stacyjny przeznaczony na cele mieszkalne. W 2019 roku linia kolejowa przebiegająca przez przystanek została przejęta przez Urząd Marszałkowski Województwa Dolnośląskiego w celu ponownego uruchomienia.